# Макароны (фильм)
«Макароны» (итал. Maccheroni / Macaroni) — фильм  1985 года режиссёра Этторе Скола.

## Сюжет
Американский бизнесмен, менеджер известной американской авиационной отрасли — Роберт Травен, разочарованный семейными заботами, спустя 40 лет возвращается из США в Неаполь, где в 1945 году, будучи солдатом, он освобождал этот город от фашистов. Во время Второй мировой войны у мужчины был роман с молодой местной жительницей Марией Хасиелло. В отеле, где он остановился, герой знакомится с милым и странноватым мужчиной Антонио, старшим братом Марии. Антонио рассказывает, что все эти 40 лет писал от имени этого бизнесмена письма своей сестре, сокрушавшейся, что больше не увидит того американского солдата. Однако Роберт не узнает его, страдая от сильной головной боли, он забыл о событиях прошлого. Этот фильм о дружбе, доброте и человечности, о том, чего во все времена так не хватало людям, чтобы быть счастливыми.

## Награды
В 1986 году фильм номинировался на премию Давид ди Донателло в номинации «Лучшая музыка».